# Hexatoma longipennis
Hexatoma longipennis är en tvåvingeart som först beskrevs av Alexander 1923.  Hexatoma longipennis ingår i släktet Hexatoma och familjen småharkrankar.
Artens utbredningsområde är Venezuela. Inga underarter finns listade i Catalogue of Life.